# Залокостас, Теодорос
Тео́дорос Залоко́стас (греч.  Θεόδωρος Ζαλοκώστας; 1912 — 22 апреля 1947) — греческий офицер и коммунист, участник Греко-итальянской войны, командир соединений Народно-освободительной армии Греции (ЭЛАС) и Демократической армии Греции.

## Молодость
Теодорос Залокостас родился в 1912 году в селе Теодориана, Арта (ном).
Родители были бедными крестьянами. Но Теодоросу удалось поступить и окончить Военное училище эвэлпидов.
На армейском соревновании стрелков в Италии, получил первый приз.
В офицерском звании принял участие в греко-итальянской войне (1940—1941).
Греческая армия отразила нападение итальянцев и перенесла военные действия на территорию Албании.
Это вынудило Гитлеровскую Германию прийти на помощь своим итальянским союзникам.

## Сопротивление
С началом тройной, германо-итало-болгарской, оккупации Греции Залокостас принял участие в организации соединения Народно-освободительной армии Греции (ЭЛАС) в горах Дзумерка (Атаманика Ори).
Отмечен своим участием в бою в Секлиста 23 декабря 1942 года.
В марте 1943 года принял участие в конференции командиров партизан Эпира, где было принято решение о создании штаба Эпира с тремя подштабами.
Залокостас принял командование 24-м полком ЭЛАС, который находился в подчинении подштаба в Залонго.
В период британской интервенции конца 1944 года принял командование X бригадой ЭЛАС

## Булкес
После боёв с британскими войсками, руководство компартии Греции и командование ЭЛАС пошло на подписание компромиссного Варкизского соглашения, полагая что таким образом в страну придёт мир.
Однако разоружение ЭЛАС привело к разгулу террора монархистов и бывших квислингов против бывших партизан ЭЛАС и сторонников левых партий.
Залокостас отнёсся негативно к подписанию Варкизского соглашения.
Поскольку он был в числе «скомпрометированых убийствами национально мыслящих греков», в условиях разгула банд бывших квислингов и монархистов его пребывание в стране становилось небезопасным.
В период после Варкизского соглашения отношения между компартией Греции и Союзом коммунистов Югославии ещё не были нарушены и Югославия принимала беглых греческих коммунистов и участников Сопротивления, которых однако отправляла на север, подальше от греческой границы в Воеводину. Там, в оставленном его немецким населением, селе Булкес (ныне Маглич (община Бачки-Петровац), образовалась автономная община 4-5 тысяч греческих политических беженцев.
По приказу партии, Залокостас, во главе группы таких же, как он, «скомпрометированных» членов партии отправился в Булкес.

## Возвращение в Грецию и смерть
Несмотря на политику компромисса со стороны греческих коммунистов, продолжающийся «Белый террор» привёл Грецию к Гражданской войне (1946—1949).
В начале осени 1946 года Залокостас, он же «капитан Палиурас», вернулся в свои горы и совершил нападение на станцию жандармерии в Пенталофо.
Соединившись с другими вооружёнными группами, он создал подразделение Демократической армии, которое насчитывало 180 человек.
Подразделение освободило множество сёл и разоружило банды монархистов в 16 сёлах региона.
В декабре 1946 года подразделение совершила налёт на Каларитес и сёла окружающие город Арта.
В ходе карательной операции Терминус, предпринятой в апреле 1947 года королевской армией и жандармерией, горы Дзумерка были оцеплены и прочёсывались.
Залокостас разбил соединение на 3 части, каждая из которых предприняла попытку прорваться в горы Аграфа.
Первый отряд, силой в 60 партизан и под командованием Маниотиса, сумел прорваться практически без потерь.
Два других отряда, также по 60 человек каждый, под командованием Х. Папаянниса и Залокостаса были блокированы королевской армией и иррегулярными бандами монархистов.
После трёхдневного боя и исчерпав все свои боеприпасы и продовольствие, партизаны разбились на ещё меньшие группы.
В попытке этих малых групп пробиться, многие погибли, многие были взяты в плен, включая Залокостаса. Пленные были перевезены в монастырь села Мелата, где находился армейский штаб и ставка иррегулярных банд.
Здесь состоялся один их трагических эпизодов Гражданской войны.
По получении соответствующего разрешения пленные (около 70 человек) были убиты ножами и штыками.
Головы многих из них, включая Залокостаса, были отрублены и выставлены на обозрение в сёлах и городе Арта для устрашения населения.
В «хронике отрубленных голов», смерть Залокостас и его товарищей описывается в параграфе 49.